# Rock Sanber
Rock Sanber fue el primer festival de Rock realizado en el Paraguay, el 17 de enero de 1988, en el Club Nacional de la ciudad veraniega San Bernardino Paraguay, que incluyeron varias bandas nacionales e internacionales de Rock Latino americano.

## Historia
La organización tropezó con varias inconvenientes técnicos y sociales ya que no se acostumbraba en el país este tipo de actividades, solicitando consentimientos a nivel gubernamental para poder organizar el evento.
En principio estaba organizado a realizarse el sábado 16 y Domingo 17 de enero de 1988, pero la inclemencia del tiempo impidió realizarlo el sábado 16 de enero, generando al día siguiente una maratón de Rock desde tempranas horas de la tarde del domingo 17 de enero.

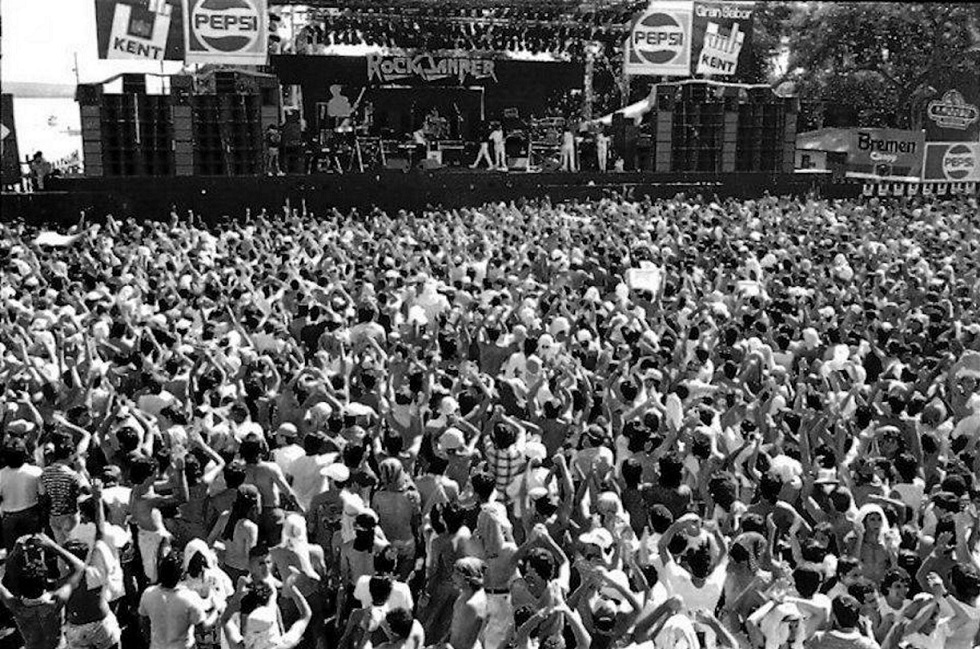
Rock Sanber 1988

El evento contaba con un histórico line up que incluía por primera vez a bandas Paraguayas, Argentinas y Brasileras en un mismo escenario. Entre las bandas nacionales estuvieron Onda Corta, RH+ Positivo, Los Hobbies e internacionales como Fito Páez, Soda Stereo, Roupa Nova y Os Paralamas do Sucesso. Todos en su mejor momento. 
La organización reporto una participación aproximada 25.000 espectadores, sin reportar ningún tipo de disturbio dentro y fuera del predio del festival.